# Левитус, Ханс
Ханс Левитус (нем. Hans Lewitus; 25 июля 1905, Вена — 3 сентября 1998, Лима) — перуанский кларнетист, пианист и композитор еврейского происхождения.
Родился в семье железнодорожного служащего. Получил музыкальное образование в Вене, участвовал в камерном ансамбле, исполнявшем еврейскую музыку. Из Австрии в середине 1930-х гг. уехал в Палестину, в 1936—1938 гг. играл в Палестинском симфоническом оркестре. В 1938 г. прибыл в Перу и стал музыкантом первого состава Национального симфонического оркестра в числе многих еврейских музыкантов, бежавших в эту страну из Европы от наступления нацизма. Выступал также как пианист, в том числе в ансамбле со своим братом, виолончелистом Эрнстом Левитусом (1907—1970), аккомпанировал Адольфо Однопозоффу и другим исполнителям. В 1970-е гг. сотрудничал с перуанскими театрами, в частности как музыкальный руководитель постановок (например, мюзикла Коула Портера «Всё, что угодно», 1970). На протяжении многих лет был также профессором Национальной консерватории.
Левитусу принадлежит серия обработок латиноамериканского музыкального фольклора для одной или двух продольных флейт, опубликованных в 1980-е гг. в Германии.